# مديونة (الجزائر)
مديونة هي بلدية تقع في ولاية غليزان غرب الجزائر وبالضبط شمال الولاية وهي منطقة فلاحية تمتاز بأراضيها الخصبة التي تصلح لزراعة أي منتوج وتمتاز بجبالها ووديانها يبلغ عدد سكانها حوالي 5 الاف ساكن وذات جو معتدل بارد شتاء وحار صيفا.